# Kingsport
Kingsport è una città immaginaria menzionata in alcune opere di Howard Phillips Lovecraft (per la prima volta nel racconto breve Il terribile vecchio, 1920). Oltre che nell'opera di Lovecraft, questa città appare in diversi giochi di ruolo ispirati ai Miti di Cthulhu.

## Collocazione geografica
Kingsport si trova sulla costa del Massachusetts, a sud di un'altra città dell'immaginario letterario lovecraftiano, ossia Arkham. Lovecraft, per creare Kingsport, si ispirò a Marblehead, una città reale a sud di Salem. Quando lo scrittore visitò Marblehead nel 1922, se ne innamorò, come racconta in una pagina del suo diario datata 1929.

## Storia della città
Kingsport venne fondata nel 1639 da coloni provenienti dall'Inghilterra e dalle Isole del Canale. Kingsport divenne presto un porto, e intorno vi sorsero diversi cantieri navali. Sotto l'influenza della caccia alle streghe di Salem, nel 1692 in città vennero catturate e impiccate quattro presunte streghe. Nel XIX secolo, il commercio marittimo diminuì notevolmente, e la pesca divenne la principale attività della città. L'economia di Kingsport continuò il suo collasso nel XX secolo, ed oramai vive principalmente di turismo.

## Altre ricorrenze
Kingsport viene citata nelle seguenti opere di Lovecraft:
- Il terribile vecchio (1921): il vecchio del titolo abita a Kingsport, precisamente in Water Street.
- La ricorrenza (1923): il narratore della vicenda è convocato a Kingsport per prendere parte a una strana cerimonia tenuta da alcuni suoi lontani parenti.
- Alla ricerca del misterioso Kadath (1926): Nyarlathotep esprime ammirazione per l'architettura antidiluviana di Kingsport e la sua meravigliosa costa.
- La chiave d'argento (1926): Randolph Carter viaggia nel tempo fino al 1880 e scopre che la vecchia chiesa di Kingsport è stata abbattuta per far posto al nuovo ospedale.
- La casa misteriosa lassù nella nebbia (1926): il professor Thomas Olney incontra l'abitante di una casa che sorge in cima a una scogliera nei pressi di Kingsport.
- Il caso di Charles Dexter Ward (1927): John Merritt menziona Kingsport e gli strani rituali che si dice vengano fatti in quella città.
- La cosa sulla soglia (1933): la giovane Asenath Waite frequentava una scuola per sole ragazze, la "Hall School" di Kingsport.
- La maschera di Innsmouth (1936): il protagonista durante un viaggio in corriera scorge in lontananza Kingsport e la scogliera dove si erge la casa misteriosa, citando le voci che corrono su di essa